# Babysitting The Baumgartners
Babysitting The Baumgartners ist ein US-amerikanischer Pornofilm der Regisseurin Kay Brandt mit Mick Blue und Anikka Albrite in den Hauptrollen, der von Adam & Eve produziert wurde. Der Film wurde bei den AVN Awards und den XBIZ Awards 2017 ausgezeichnet, unter anderem mit dem XBIZ Award für die beste Marketing-Kampagne, da er auf dem gleichnamigen erotischen Roman von Selena Kitt basiert und über die Branche hinaus bekannt wurde.

## Handlung
Der Film handelt von einem Familienausflug in das Strandhaus von Doc und Carrie Baumgartner, zu dem diese ihre 19-jährige Babysitterin Ronni einladen. Die junge Gespielin begibt sich mit ihren Gastgebern auf eine sexuelle Reise.

## Auszeichnungen
- 2017: AVN Award in der Kategorie Best Polyamory Movie[2]
- 2017: XBIZ Award in der Kategorie Best Scene – Feature Movie (für Mick Blue, Anikka Albrite und Sara Luvv)
- 2017: XBIZ Award in der Kategorie Marketing Campaign of the Year

## Wissenswertes
- Der Film dauert 4 Stunden und enthält 16 Sex-Szenen.
- Am 6. Januar 2017 wurde eine bearbeitete Version mit 85 Minuten Länge auf dem Pay-TV-Sender Beate-Uhse.TV ausgestrahlt.

## Fortsetzung
Im Jahr 2017 veröffentlichte Adam & Eve eine Fortsetzung mit dem Titel Adventures with the Baumgartners, in Deutschland am 6. April 2018 als The Baumgartners – Eine scharfe Familie 2 ausgestrahlt. In diesem Film spielen die folgenden Darsteller wieder ihre Rollen: AJ Applegate, Anikka Albrite, Derrick Pierce, Edyn Blair, Mick Blue und Sara Luvv. Die Fortsetzung wurde 2018 bei den AVN Awards mit dem Preis Best Polyamory Movie ausgezeichnet.